# Vindula boetonensis
Vindula boetonensis är en fjärilsart som beskrevs av Jurriaanse 1920. Vindula boetonensis ingår i släktet Vindula och familjen praktfjärilar. Inga underarter finns listade i Catalogue of Life.